# 欧洲千里光
欧洲千里光（学名：Senecio vulgaris）是菊科千里光属的植物。分布于欧亚及北非洲以及中国大陆的辽宁、西藏、四川、吉林、云南、内蒙古、贵州等地，生长于海拔300米至2,300米的地区，多生长于草地、开旷山坡以及路旁。